# Parcul Național Ujung Kulon
Parcul Național Ujung Kulon se află în punctul cel mai vestic al insulei Java, în provincia Banten din Indonezia. Acesta include grupul insular vulcanic Krakatau din provincia Lampung, dar și alte insule, precum Panaitan și insule mai mici în larg, cum ar fi Handeuleum și Peucang în strâmtoarea Sunda.
Ujung Kulon înseamnă Capătul Vestic sau Punctul Vestic.

## Geografie
Parcul acoperă o suprafață de 1.206 kilometri pătrați, din care 443 km2 reprezintă suprafață marină. Cea mai mare parte din parc se situează într-o peninsulă de pe litoralul Oceanului Indian. Erupția vulcanului Krakatau din 1883 a produs un tsunami (val uriaș) care a distrus satele și culturile din zonele de coastă din vestul peninsulei și a acoperit întreaga zonă cu un strat de cenușă de o grosime medie de 30 de centimetri. Acest lucru a dus la evacuarea completă a tuturor oamenilor de pe peninsulă, permițând astfel transformarea acesteia într-un paradis pentru flora și fauna insulei Java.

## Istoric

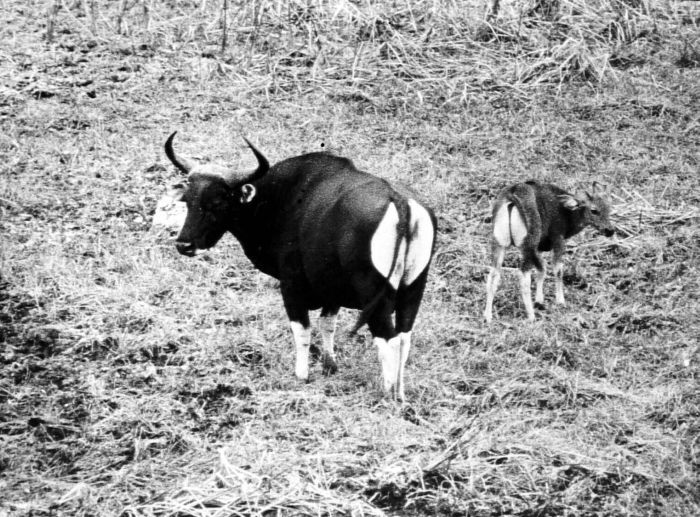
Banteng în Parcul Național (1941)

Este primul parc național propus din Indonezia și a fost declarat loc al patrimoniului mondial UNESCO în 1991 datorită faptului că include cea mai mare pădure tropicală joasă rămasă pe insula Java. Erupția din 1883 a Krakatau și tsunami-ul produs ulterior au distrus multe așezări din zona parcului, iar aceste arii nu au fost niciodată repopulate de oameni.
Anumite părți din parcul național de astăzi sunt protejate încă de la începutul secolului al XX-lea. Krakatau (de fapt, cele trei insulițe care rămân din fostul vulcan) a fost declarat rezervație naturală în 1921, iar în 1937 au fost create rezervațiile naturale Pulau Panaitan și Pulau Peucang. Ujung Kulon a fost declarată rezervație naturală în 1958, urmată de Rezervația Naturală Gunung Honje în 1967, iar mai recent Ujung Kulon a fost declarat parc național, în 1992. În 2005, întregul parc a fost desemnat ca Parc al Patrimoniului ASEAN.

## Floră și faună
Ujung Kulon este ultimul refugiu cunoscut pentru rinocerul javaian, aflat pe cale de dispariție după ce braconierii au ucis ultimul rinocer rămas în Parcul Național Cát Tiên din Vietnam, locul care în 2010 mai găzduia o populație foarte mică, de sub 10 indivizi. În Ujung Kulon, populația a fost estimată la 40-60 în anii '80. În perioada 2001-2010, au fost identificate 14 nașteri de rinocer, fiind folosite camere foto și video camuflate. Pe baza înregistrărilor efectuate între februarie și octombrie 2011, au fost identificați 35 de rinoceri, dintre care 22 masculi și 13 femele. Dintre aceștia 7 erau bătrâni, 18 adulți, 5 tineri și 5 pui de rinocer. În creștere față de anii precedenți, în 2013 au existat 8 pui, dintre care 3 erau de sex feminin, și 50 de adolescenți și adulți, dintre care 20 au fost identificați cu ajutorul a 120 camere video cu senzor de mișcare care funcționau noaptea. Datele obținute sunt foarte precise, deoarece se bazează pe faptul că fiecare rinocer are o morfologie unică a ridurilor pielii din jurul ochilor, similar unei amprente umane.
Până în 2013, suprafețele de hrănire cu vegetație de Eupatorium odoratum au fost reduse de la 10 locuri acoperind 158 de hectare la 5 locuri acoperind doar 20 de hectare. Astfel, a crescut și concurența pentru terenul de hrănire dintre rinoceri și banteng.
Parcul protejează, de asemenea, 57 de specii rare de plante. Cele 35 de specii de mamifere includ banteng, gibon argintiu, langur javaian, macac crabivor, leopard javaian, câine sălbatic de Sumatra, Tragulus javanicus, cerb javaian și vidră indiană. Există, de asemenea, 72 de specii de reptile și amfibieni și 240 de specii de păsări.  
Starea de conservare a crocodililor din parc este în mare măsură necunoscută. Observațiile sunt rare, reptilele aparând doar ocazional. Există raportări ale gavialului lui Schlegel în parc, dar acestea nu sunt confirmate. Istoric, parcul a fost populat și de crocodilul marin, prezent în toate sistemele riverane ale litoralului insulei Java. În prezent, această specie nu mai viețuiește aici. A fost raportată existența unor populații mici și izolate de crocodil marin în Ujung Kulon, dar aceastea nu au fost confirmate.

### Specii dispărute

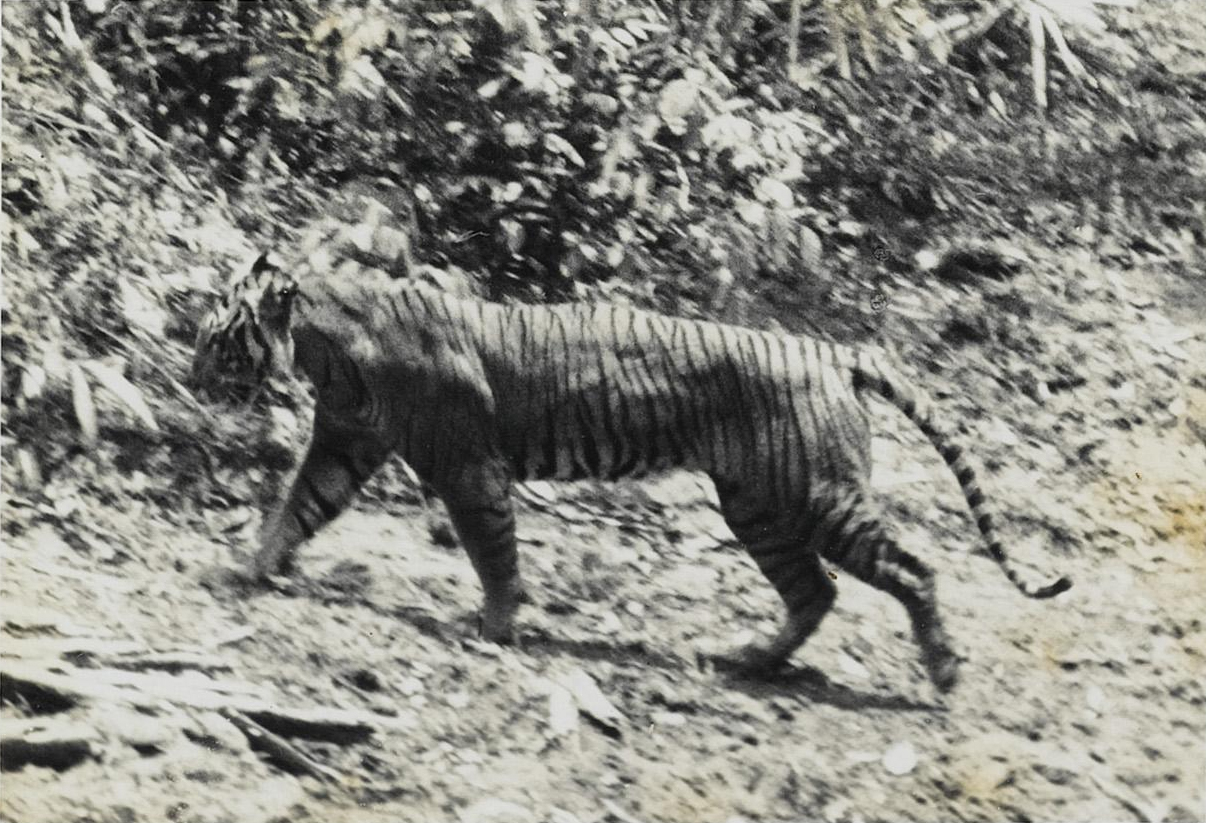
Un tigru javaian fotografiat de Andries Hoogerwerf în 1938

Tigrii javaieni au viețuit în zona protejată până la mijlocul anilor '60.

## Google Doodle
Google a ajutat la promovarea parcului și la sărbătorirea a 25 de ani de la înființare, schimbându-și sigla motorului de căutare într-un „doodle” a doi rinoceri javaieni. Acest doodle a fost folosit în Indonezia pe 26 februarie 2017.